# Ябику, Сёхэй
Сёхэй Ябику (яп. 屋比久翔平; род. 4 января 1995, Наго, Окинава) — японский борец греко-римского стиля, бронзовый призёр Олимпийских игр 2020 года в Токио.

## Карьера
В августе 2013 года в Софии завоевал бронзовую медаль первенства мира среди юниоров. В апреле 2021 года на азиатском квалификационном турнире в Алма-Ате завоевал лицензию на домашнюю Олимпиаду в Токио. 3 августа 2021 года на Олимпийских играх в схватке за 3 место одолел иранца Мухаммадали Гераеи и завоевал бронзовую медаль.

## Достижения
- Чемпионат мира по борьбе среди юниоров 2013 — ;
- Всеяпонский открытый чемпионат 2018 — ;
- Чемпионат Японии по вольной борьбе 2018 — ;
- Чемпионат Японии по вольной борьбе 2019 — ;
- Чемпионат Японии по вольной борьбе 2020 — ;
- Олимпийские игры 2020 — ;